# Marcel Hacker
Marcel Hacker (født 29. april 1977 i Magdeburg, Østtyskland) en en tysk tidligere roer.
Hacker vandt bronze i singlesculler ved OL 2000 i Sydney, i et løb hvor Rob Waddell fra New Zealand og schweiziske Xeno Müller vandt henholdsvis guld og sølv. Han deltog også i disciplinen ved både OL 2004 i Athen, OL 2008 i Beijing og OL 2012 i London, mens han stillede op i dobbeltsculler ved OL 2016 i Rio de Janeiro.
Hacker vandt desuden adskillige medaljer ved både VM og EM i roning. Han blev verdensmester i singlesculler ved VM 2002 i Sevilla, Spanien.

## Resultater

### OL-medaljer
- 2000:  Bronze i singlesculler

### VM-medaljer
- VM i roning 2002:  Guld i singlesculler
- VM i roning 1997:  Sølv i dobbeltfirer
- VM i roning 1998:  Sølv i dobbeltfirer
- VM i roning 2002:  Sølv i singlesculler
- VM i roning 2003:  Sølv i singlesculler
- VM i roning 2009:  Bronze i dobbeltfirer
- VM i roning 2009:  Bronze i singlesculler

### EM-medaljer
- EM i roning 2014:  Sølv i singlesculler